# The Primal Law
The Primal Law è un film muto del 1921 diretto da Bernard J. Durning. Sceneggiato da Paul Schofield su un soggetto di E. Lloyd Sheldon, aveva come interpreti Dustin Farnum, Mary Thurman, Harry Dunkinson, Philo McCullough.

## Trama

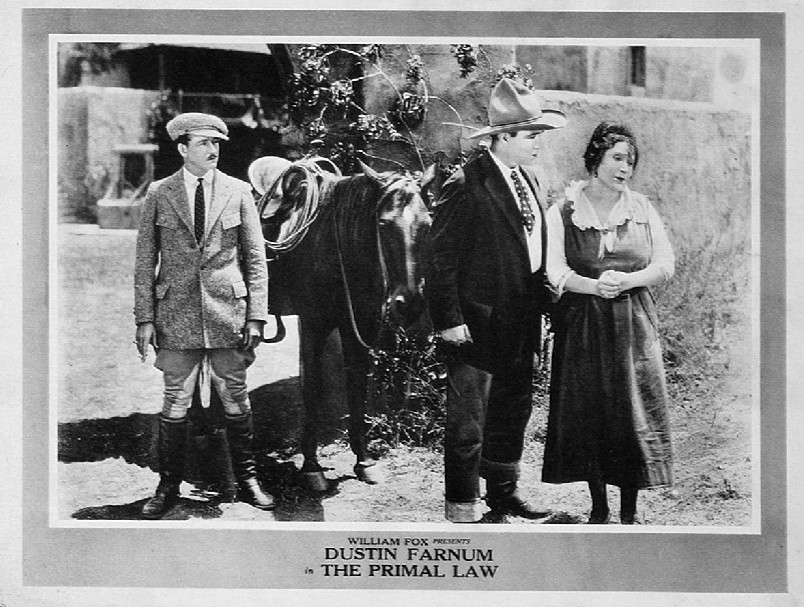
Philo McCulloug, Dustin Farnum, Mary Thurman

Al ranch di Brian Wayne e di Carson arrivano, dall'Est, Janice Webb con suo padre e Walter Travers, l'uomo che ha intenzione di sposarla. Quest'ultimo cova il progetto di mettere le mani sopra il ranch e, per poterlo avere, pianifica di deprezzare il valore della proprietà e dei terreni rubando il bestiame e facendo razziare il ranch dagli uomini di Ruis, una banda prezzolata ai suoi ordini. Durante la scorribanda, Carson resta mortalmente ferito. Ma, prima di morire, ottiene dal socio la promessa che questi si prenderà cura di Bobbie, il figlio che lui ha avuto con La Belle, una donna che lo aveva abbandonato e che ora vive scandalosamente. Alla fine Brian accetta di vendere il ranch a Travers, ma quando Bobbie lo informa che nei terreni è stato trovato il petrolio, si rende conto di essere stato imbrogliato. Furioso, Brian straccia allora il contratto. Il suo avversario cerca di ricorrere in tribunale, ma alla fine la giustizia ha la meglio e Brian non solo vince, ma porta via a Travers anche l'amore di Janice.

## Produzione
Il film fu prodotto dalla Fox Film Corporation.

## Distribuzione
Il copyright del film, richiesto dalla Fox Film Corp., fu registrato l'11 settembre 1921 con il numero LP17000. Lo stesso giorno, distribuito dalla Fox Film Corporation, il film uscì anche nelle sale statunitensi. In Francia, dove fu distribuito l'11 gennaio 1924, prese il titolo La Loi sacrée.
Non si conoscono copie ancora esistenti della pellicola che viene considerata presumibilmente perduta.